# Echinodorus glaucus
Echinodorus glaucus är en svaltingväxtart som beskrevs av Karel Rataj. Echinodorus glaucus ingår i släktet Echinodorus och familjen svaltingväxter. Inga underarter finns listade.

## Bildgalleri

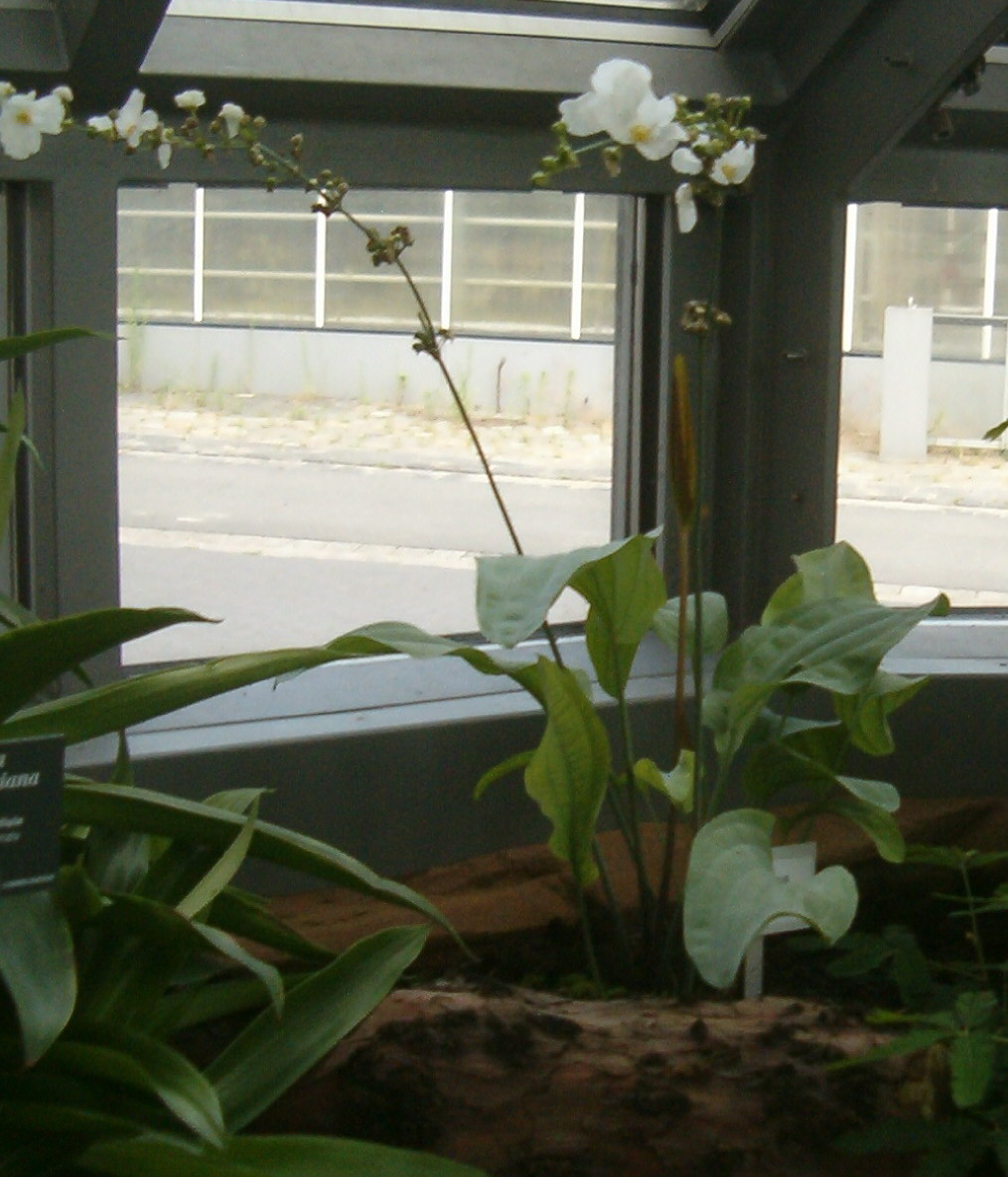
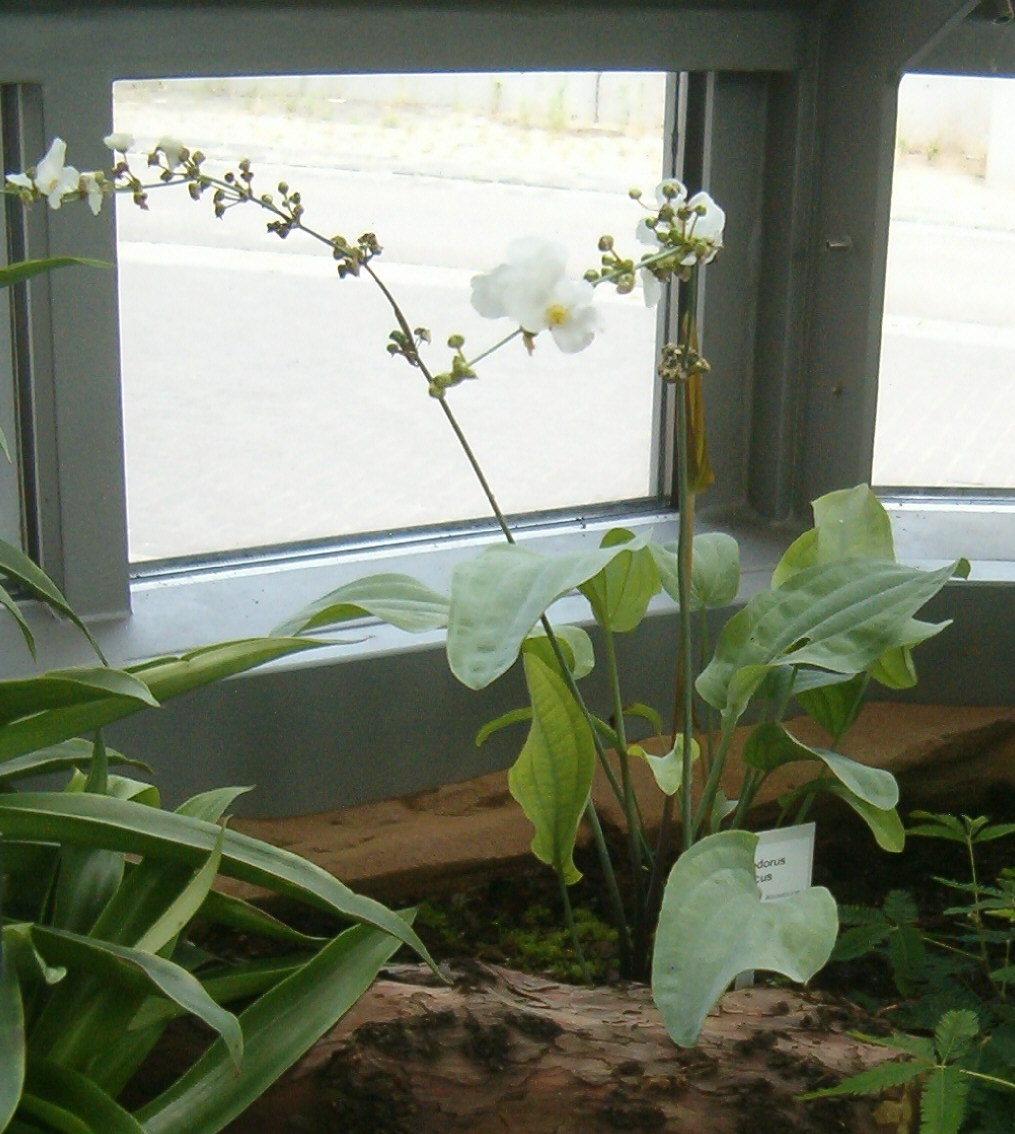
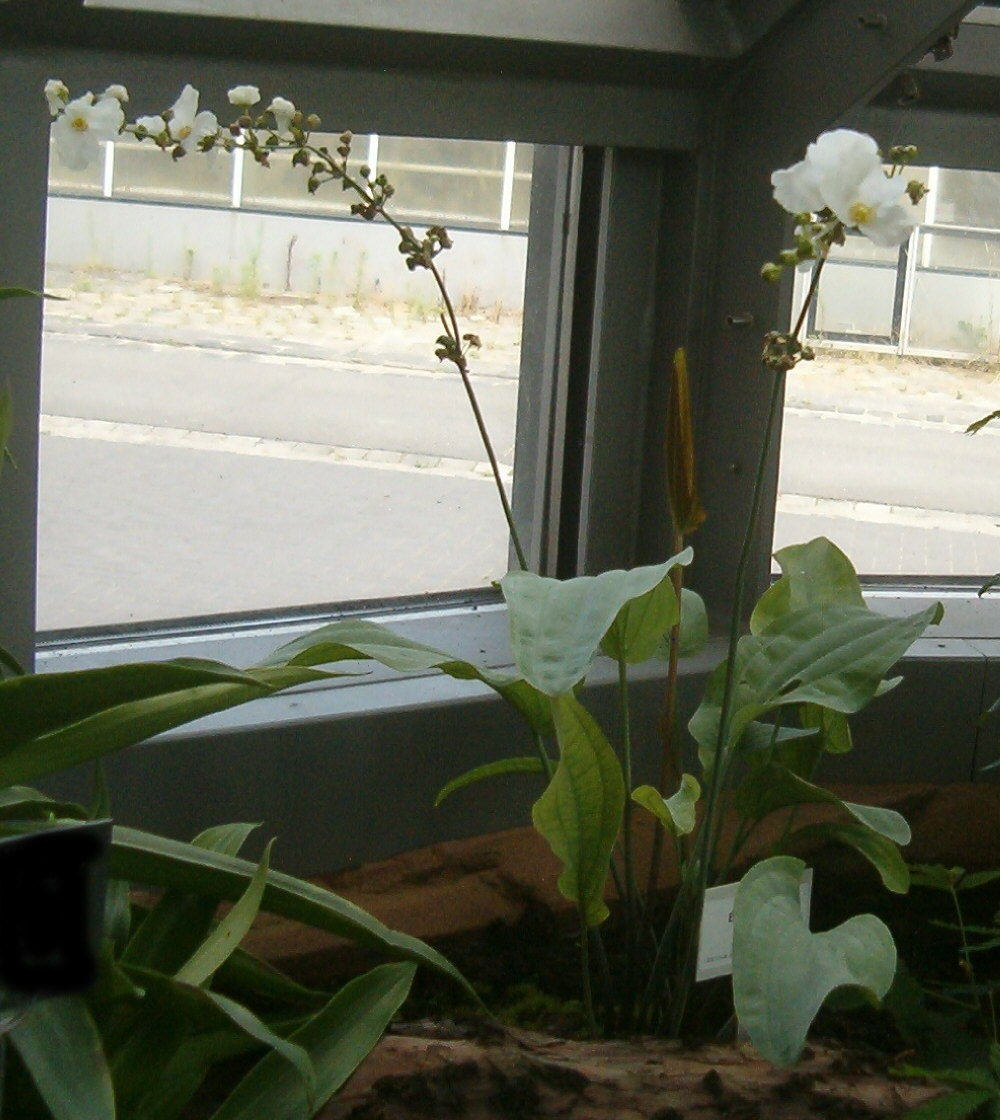
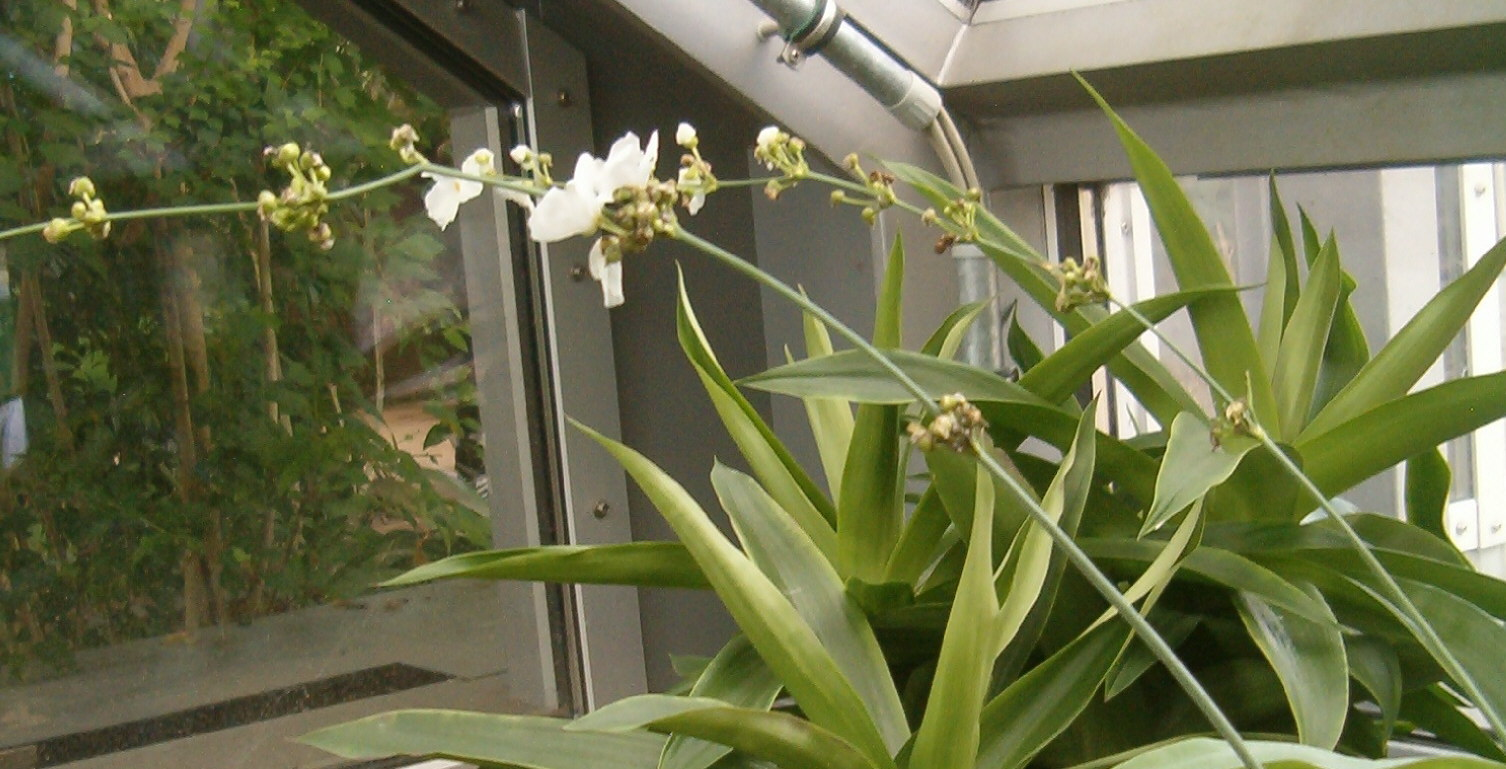